# 香港特別行政區旅遊通行證
香港特別行政區旅遊通行證（英語：Hong Kong Special Administrative Region Travel Pass），是香港特别行政区签发的旅行证件，旨在提高商务旅客的流动性，方便那些真正经常前来香港特别行政区的访客。

## 申请资格
持有有效护照而无须访港签证或进入许可的经常访港人士，可以申请香港特别行政区旅游通行证。
申请人必须在递交申请表前十二个月内，曾访港三次或以上(入境后离港前往中国内地或澳门地区后再返港的次数除外)，而在这期间并无不良纪录；或可令入境事务处处长信纳，申请人到访可为香港特别行政区带来相当的利益。
虽然申请人可能符合上述申请条件，但是入境事务处处长仍保留不签发香港特别行政区旅游通行证的权利。